# MatrixSSL
MatrixSSL，是一個支援SSL/TLS協定的軟體庫，主要應用於嵌入式系統中。由PeerSec Networks公司研發（現已被Inside Secure公司收購），在2004年首度釋出，分成GPLv2版本及商業版本。提供了所有工業級的對稱密鑰加密與公開金鑰加密支援。

## 外部連結
- 官方网站
- Inside Secure website （页面存档备份，存于）